# SnapDish
SnapDish（スナップディッシュ）とは、スナップディッシュ株式会社（旧:ヴァズ）が運営する料理専門のソーシャル・ネットワーキング・サービス(SNS)である。

## 概要
2011年5月26日にサービス開始。
利用者は、スマートフォン用のアプリで自身のアカウントにログインすることで、SnapDishの利用者や、Facebook、Twitter、mixiなどの友達と、料理の写真やレシピをシェアすることができる。なお、料理の写真やレシピは、自分だけの記録用に非公開で保存することもできる。
シェアに必要なアプリは、iPhoneやiPod touch、Android、Kindleなどのスマートフォンやタブレット端末にダウンロードすることで利用できる。アプリのダウンロードは無料。
また、パソコンやモバイル端末のウェブブラウザ版では料理写真のシェアはできないが、料理写真やレシピの閲覧サービスを提供している。ウェブブラウザでは、自身のアカウントにログインしなくても、「フォロー」と、気に入った料理写真を非公開で保存できる「スター」を利用することができる。ログインをしないで行った「フォロー」と「スター」は、ウェブブラウザに保存されている状態でログインすることで、自身のアカウントに保存される。
自分専用のページ「ホーム」のタイムラインには、自分がSnapDishでシェアした料理写真と、あらかじめフォローした他の利用者がシェアした料理写真が時系列で表示される。料理の興味がある利用者が互いにフォローして、料理写真を閲覧することで料理やレシピのアイデアや気づきを得たり、料理の盛りつけなどを参考にしたり、レシピや作り方について話しかけたりすることで、料理を通じた気軽なコミュニケーションをとることができる。
サービス名でも「料理とレシピがひらめく」ことを標榜しており、アプリの「見つける」では、「人気の料理」「人気のレシピ」「人気のつくフォト」「みんなの新着料理」「料理ジャンル」などの眺めるだけで料理やレシピが見つかるさまざまな発見手段が用意されている。なお、料理名や食材、ユーザー名などから検索できる「キーワード検索」も用意されている。

## 沿革
- 2011年5月26日 - iPhone版がApp Storeで公開される
- 2012年6月1日 - Android版がGoogle Playで公開される
- 2013年9月28日 - ウェブサイトのドメイン名が「snapdi.sh」から「snapdish.co」に変更される
- 2013年10月22日 - ウェブサイトで料理写真とレシピの検索が可能となる